# Qobād Beygīān
Qobād Beygīān (persiska: قباد بیگیان) är en ort i Iran.   Den ligger i provinsen Västazarbaijan, i den nordvästra delen av landet, 600 km väster om huvudstaden Teheran. Qobād Beygīān ligger 1 371 meter över havet och antalet invånare är 226.
Terrängen runt Qobād Beygīān är kuperad åt nordost, men åt sydväst är den bergig. Qobād Beygīān ligger nere i en dal.Runt Qobād Beygīān är det ganska tätbefolkat, med 80 invånare per kvadratkilometer. Närmaste större samhälle är Ālvātān, 14,4 km söder om Qobād Beygīān. Trakten runt Qobād Beygīān består till största delen av jordbruksmark.